# Iglenik pri Veliki Loki
Iglenik pri Veliki Loki – wieś w Słowenii, w gminie Trebnje. W 2018 roku liczyła 62 mieszkańców.